# Sinedriu

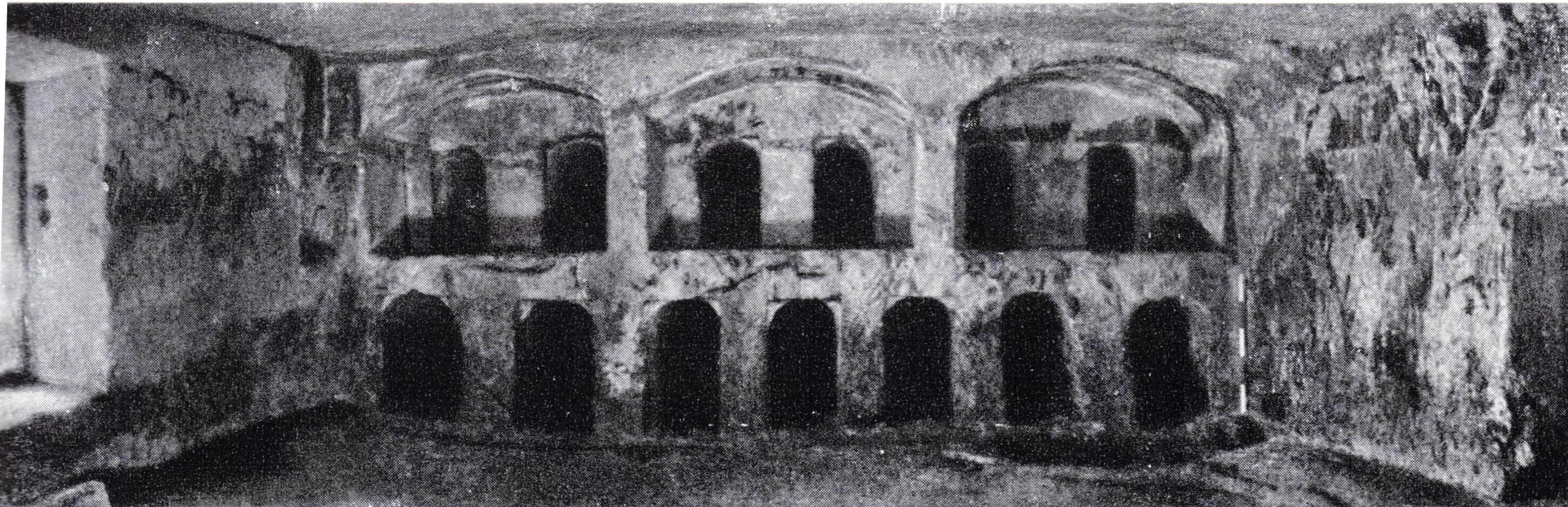
Ruinele Sanhedrinului din antichitate

Sinedriul (din greacă συνέδριον, synedrion = tribunal, adunare) sau Sanhedrin (din ebraică סַנְהֶדְרִין‎) a fost un tribunal la vechii evrei, respectiv un consiliu suprem prezidat de Marele preot, care judeca pricinile importante, interpreta legea și delibera asupra chestiunilor publice.
Intervalul de activitate a Sinedriului în Palestina Romană este din perioada Macabeilor (aproximativ 165 î.Hr.) până la sfârșitul patriarhatului (425 d.Hr.). Membrii săi se întâlneau doar în anumite situații în Templul din Ierusalim, activând ca un corp legislativ religios, curte de judecată și administrator de ritualuri.
Sinedriul era constituit dintr-un număr de 71 de persoane, și anume marele preot, douăzeci și patru de „căpetenii preoțești", douăzeci și patru de „bătrâni", ca reprezentanți ai populației civile (numiți și „bătrânii norodului") și douăzeci și doi de „cărturari", experți cunoscători ai prevederilor civile și religioase ale Legii.
Sinedriul era o autoritate religioasă de temut, fiindcă în timpul dominației romane i s-au conferit puteri sporite, având libertatea să hotărască nu numai asupra litigiilor religioase, ci chiar și asupra unor drepturi civile. Pentru multe dintre cazurile în care s-a pronunțat Sinedriul, autoritatea civilă romană nu mai cerceta cauza, ci emitea verdictul în conformitate cu decizia Sinedriului.